# Elena Pănăeţ
Elena Adelina Pănăeţ (* 5. Juni 1993) ist eine rumänische Leichtathletin, die sich auf den Hindernislauf spezialisiert hat, aber auch im Langstreckenlauf an den Start geht.

## Sportliche Laufbahn
Erste internationale Erfahrungen sammelte Elena Pănăeţ im Jahr 2009, als sie bei den Jugendweltmeisterschaften in Brixen in 6:58,48 min den neunten Platz über 2000 m Hindernis belegte. Im Jahr darauf schied sie bei den Juniorenweltmeisterschaften im kanadischen Moncton mit 11:09,82 min im Vorlauf aus und 2011 gewann sie bei den Junioreneuropameisterschaften in Tallinn in 10:17,37 min die Bronzemedaille über 3000 m Hindernis. 2012 wurde sie in 10:19,34 min Achte bei den Juniorenweltmeisterschaften in Barcelona und 2015 erreichte sie bei den U23-Europameisterschaften in Tallinn nach 10:41,86 min Rang 15, ehe sie in 10:06,36 min die Bronzemedaille bei den Balkan-Meisterschaften in Pitești gewann. 2016 wurde sie des Dopings überführt und daraufhin für vier Jahre bis 2020 gesperrt.
2020 gewann sie nach Ablauf ihrer Sperre in 9:59,12 min die Silbermedaille bei den Balkan-Meisterschaften im heimischen Cluj-Napoca und anschließend startete sie bei den Halbmarathon-Weltmeisterschaften in Gdynia und erreichte dort nach 1:15:33 h Rang 83. Im Jahr darauf siegte sie in 9:44,27 min bei den Balkan-Meisterschaften in Smederevo. Im Dezember gelangte sie bei den Crosslauf-Europameisterschaften in Dublin nach 31:51 min auf Rang 70. Im Jahr darauf wurde sie bei den Crosslauf-Europameisterschaften 2022 in Turin nach 18:19 min Elfte in der Mixed-Staffel.
In den Jahren 2015, 2020 und 2021 wurde Pănăeţ rumänische Meisterin über 3000 m Hindernis sowie 2020 auch im 5000-Meter-Lauf.

## Persönliche Bestleistungen
- 3000 Meter: 9:14,24 min, 18. August 2020 in Veszprém
  - 3000 Meter (Halle): 9:24,88 min, 31. Januar 2016 in Bukarest
- 5000 Meter: 16:07,66 min, 5. September 2020 in Cluj-Napoca
- Halbmarathon: 1:15:33 h, 17. Oktober 2020 in Gdynia
- 3000 m Hindernis: 9:41,06 min, 12. Juni 2021 in Nizza